# Eleccions al Parlament de l'Estat de Bremen de 2007
Les eleccions al Parlament de l'Estat de Bremen de 2007 van tenir lloc el 13 de maig i van permetre la renovació dels 83 escons que conformen el Bürgerschaft, única cambra legislativa d'aquest land, el menys poblat de tota Alemanya. Dels 490.000 electors cridats a les urnes es va abstenir un 42%.

## Resultats
El partit més votat va ser el Partit Socialdemòcrata, que hi governa de forma ininterrompuda des del 1946, ja sigui en solitari o en coalició amb altres partits. L'SPD va aconseguir el 36,83%, el que suposa una baixada de 5,47 punts, i 33 escons.
El segon partit més votat va ser de nou la CDU, formació cristianodemòcrata que des del 1995 governa en coalició amb els socialdemòcrates, i que va obtenir el 25,66% dels vots emesos i 23 escons. Aquests resultats suposen una baixada de 4,1 punts. Així doncs, en conjunt els dos partits que governen aquest land han perdut més de nou punts i mig en percentatge de vot. Malgrat tot, ambdós partits continuen sumant la majoria absoluta, amb 56 dels 83 escons del parlament de l'Estat de Bremen.
Els ecologistes de l'Aliança 90/Els Verds van tornar a ser la tercera força més votada amb el 16,43% dels vots i 14 escons, dos més que en les passades eleccions.
La quarta força més votada va ser Die Linkspartei.PDS, candidatura formada pels postcomunistes del Partit del Socialisme Democràtic (PDS), així com dissidents de l'SPD i sindicalistes, i que va obtenir el 8,40% dels vots i 7 escons. Fins ara, aquesta formació no havia aconseguit representació en cap parlament de l'antiga Alemanya Occidental.
Els liberals del FDP van quedar en cinquena posició, amb el 5,96% dels vots i 5 escons. Finalment, la formació menys votada a entrar en el parlament de Bremen va ser la Unió del Poble Alemany (DVU), que amb un 2,75% dels vots, només hi tindrà un diputat, igual que en l'anterior legislatura.